# 東福院 (新宿区)
東福院（とうふくいん）は、東京都新宿区にある新義真言宗の寺院。

## 歴史
1611年（慶長16年）に開山された。開山は祐賢法印、開基は大沢孫右衛門尉である。元々は江戸麹町に位置していたが、1634年（寛永11年）に現在地に移転した。
境内には、「豆腐地蔵」と呼ばれる地蔵菩薩像があり、次のような逸話が伝えられている。むかし、当寺付近にあこぎで強欲な豆腐屋があり、その豆腐屋に毎晩豆腐を買いに来る坊さんがいた。そして、この坊さんが買った後の代金を確かめたところ、樒の葉に変わっているので、化け狐か狸の仕業と思い、後をつけて遂に坊さんの左手を切り捨てた。血痕が続いてたので追ってみたところ、東福院の左手を欠いた地蔵まで続いていた。これを見た豆腐屋は反省して、生涯まっとうな商売をし、この地蔵に奉仕したという。
かつては、「出世弁財天」と呼ばれる弁才天像もあった。徳川家康の家臣青山忠成は、「一城の主になりたい」と、この弁財天に出世祈願したところ、成就して大名に列することになった。そのことから「出世弁財天」として注目を浴びることになった。しかし、1945年（昭和20年）の空襲で焼失し、現存していない。

## 交通アクセス
- 東京メトロ丸ノ内線四谷三丁目駅より徒歩6分（経路案内）。
- 四ツ谷駅より徒歩10分（経路案内）。